# Ban Na Doem
Ban Na Doem (em tailandês: อำเภอบ้านนาเดิม) é um distrito da província de Surat Thani, no sul da Tailândia. É um dos 19 distritos que compõem a província. Sua população, de acordo com dados de 2012, era de 23 795 habitantes. Sua área territorial é de 207,3 km².
Em 21 de maio de 1990, o distrito ganhou seu status atual.